# Carlos Acosta (futbolista)
Carlos Alberto Acosta Evans (Bratsi, Talamanca, 31 de agosto de 1983) es un exfutbolista costarricense. Actualmente es el gerente deportivo de la Asociación Deportiva San Carlos de la Primera división de Costa Rica.
Acosta, obtuvo su primer título nacional e históricamente con el A.D San Carlos. Disputó también a nivel internacional la Liga Concacaf y la Liga de Campeones de la Concacaf.

## Estadísticas
Actualizado a fin de su carrera deportiva.
| Club                        | Div.          | Temporada     | Liga  | Liga  | Liga   | Copas nacionales | Copas nacionales | Copas nacionales | Copas internacionales | Copas internacionales | Copas internacionales | Total | Total | Total  |
| Club                        | Div.          | Temporada     | Part. | Goles | Asist. | Part.            | Goles            | Asist.           | Part.                 | Goles                 | Asist.                | Part. | Goles | Asist. |
| --------------------------- | ------------- | ------------- | ----- | ----- | ------ | ---------------- | ---------------- | ---------------- | --------------------- | --------------------- | --------------------- | ----- | ----- | ------ |
| A.D San Carlos · Costa Rica |               |               |       |       |        |                  |                  |                  |                       |                       |                       |       |       |        |
| 1.ª                         | 2007-08       | 16            | 0     | 0     | 0      | 0                | 0                | 0                | 0                     | 0                     | 16                    | 0     | 0     |        |
| 1.ª                         | 2008-09       | 26            | 1     | 1     | 0      | 0                | 0                | 0                | 0                     | 0                     | 26                    | 1     | 1     |        |
| 1.ª                         | 2009-10       | 26            | 0     | 0     | 0      | 0                | 0                | 0                | 0                     | 0                     | 26                    | 0     | 0     |        |
| 1.ª                         | 2010-11       | 34            | 0     | 0     | 0      | 0                | 0                | 0                | 0                     | 0                     | 34                    | 0     | 0     |        |
| 1.ª                         | 2011-12       | 33            | 0     | 2     | 0      | 0                | 0                | 0                | 0                     | 0                     | 33                    | 0     | 2     |        |
| 1.ª                         | Total club    | 135           | 1     | 2     | 0      | 0                | 0                | 0                | 0                     | 0                     | 135                   | 1     | 2     |        |
| Belén FC · Costa Rica       |               |               |       |       |        |                  |                  |                  |                       |                       |                       |       |       |        |
| 1.ª                         | 2012-13       | 40            | 1     | 1     | 0      | 0                | 0                | 0                | 0                     | 0                     | 40                    | 1     | 1     |        |
| 1.ª                         | 2013-14       | 40            | 1     | 2     | 2      | 0                | 0                | 0                | 0                     | 0                     | 42                    | 1     | 2     |        |
| 1.ª                         | 2014-15       | 42            | 1     | 0     | 2      | 0                | 0                | 0                | 0                     | 0                     | 44                    | 1     | 0     |        |
| 1.ª                         | 2015-16       | 19            | 0     | 0     | 4      | 0                | 0                | 0                | 0                     | 0                     | 23                    | 0     | 0     |        |
| 1.ª                         | Total club    | 141           | 3     | 3     | 8      | 0                | 0                | 0                | 0                     | 0                     | 149                   | 3     | 3     |        |
| A.D Carmelita · Costa Rica  |               |               |       |       |        |                  |                  |                  |                       |                       |                       |       |       |        |
| 1.ª                         | 2015-16       | 20            | 1     | 0     | 0      | 0                | 0                | 0                | 0                     | 0                     | 20                    | 0     | 0     |        |
| 1.ª                         | 2016-17       | 38            | 0     | 0     | 0      | 0                | 0                | 0                | 0                     | 0                     | 38                    | 0     | 0     |        |
| 1.ª                         | 2017-18       | 14            | 0     | 0     | 0      | 0                | 0                | 0                | 0                     | 0                     | 14                    | 0     | 0     |        |
| 1.ª                         | Total club    | 72            | 1     | 0     | 0      | 0                | 0                | 0                | 0                     | 0                     | 72                    | 1     | 0     |        |
| A.D San Carlos · Costa Rica |               |               |       |       |        |                  |                  |                  |                       |                       |                       |       |       |        |
| 1.ª                         | 2018-19       | 48            | 0     | 2     | 0      | 0                | 0                | 0                | 0                     | 0                     | 48                    | 0     | 2     |        |
| 1.ª                         | 2019-20       | 36            | 1     | 0     | 0      | 0                | 0                | 5                | 0                     | 0                     | 41                    | 1     | 0     |        |
| 1.ª                         | 2020-21       | 1             | 0     | 0     | 0      | 0                | 0                | 0                | 0                     | 0                     | 1                     | 0     | 0     |        |
| 1.ª                         | Total club    | 85            | 1     | 2     | 0      | 0                | 0                | 5                | 0                     | 0                     | 90                    | 1     | 2     |        |
| Total carrera               | Total carrera | Total carrera | 471   | 6     | 7      | 8                | 0                | 0                | 5                     | 0                     | 0                     | 446   | 6     | 8      |
| 1. 2. Fuente:Transfermarkt  |               |               |       |       |        |                  |                  |                  |                       |                       |                       |       |       |        |

## Palmarés

### Títulos nacionales
| Título                         | Club           | País       | Año  |
| ------------------------------ | -------------- | ---------- | ---- |
| Primera División de Costa Rica | A.D San Carlos | Costa Rica | 2019 |